# Kunkorgó árvalányhaj
A kunkorgó árvalányhaj (Stipa capillata) az egyszikűek (Liliopsida) osztályának perjevirágúak (Poales) rendjébe, ezen belül a perjefélék (Poaceae) családjába tartozó árvalányhaj faj.

## Elnevezése
Magyar nevét a toklászon lévő szálka alakjáról kapta, ami a többi árvalányhaj fajtól eltérően erősen kunkorodó, göndörödő érett állapotban.

## Előfordulása
A kunkorgó árvalányhaj előfordulási területe Eurázsia legnagyobb része; Spanyolországtól kezdve keletre egészen Mongóliáig és Kína északkeleti részéig, míg délkeletre - Afganisztán kivételével - egészen Pakisztánig tart. Egyes arktiszi szigeteken is fellelhető. Skandináviából hiányzik; úgyszintén az európai Oroszország északi feléről. Szibériának csak a legkeletibb sávjában nem található meg. A nepáli előfordulása még nincs bebizonyítva.
Bázikus, nitrogénben szegény talajokon él, melyek nyáron erősen felmelegednek. A szárazságot jól tűri, gyökerei mélyre hatolnak.
Magyarországon gyakori faj, főleg a Duna-Tisza közén, az Északi- és Dunántúli-Középhegységben és a Mezőföldön vannak nagyobb állományai. Száraz gyepek, lösz- és homokpuszták növénye.

## Megjelenése
Évelő növény, amely 50-100 centiméter magasra nő. A növények kisebb-nagyobb csomókban nőnek. Szára csupasz, csak a nóduszoknál (szárcsomók) szőrös. A levelei 20-45 centiméter hosszúak és 1-2 milliméter szélesek. A levélhüvely vastag, fényes, barna színű. A ligula 5-10(-15) milliméter hosszú, nyelv alakú. Füzérvirágzata 10-25 centiméteres, kevés virágú. A virágzatot alkotó virágok csak 11-15 milliméteresek. A külső toklászon lévő szálka 10-20 cm hosszú, sima, kunkorodó, csavarodó. Júliustól szeptemberig virágzik.
Az álterméseket a szél terjeszti. A talajra kerülve és nedvességet kapva az áltermés tetején lévő csavarodott képlet segíti a magot a földbe fúródni.
Az eddigi vizsgálatok 2n=44 kromoszómaszámot mértek a legtöbbször, de találtak már 28 és 46 kromoszómát tartalmazó egyedeket is.

## Képek

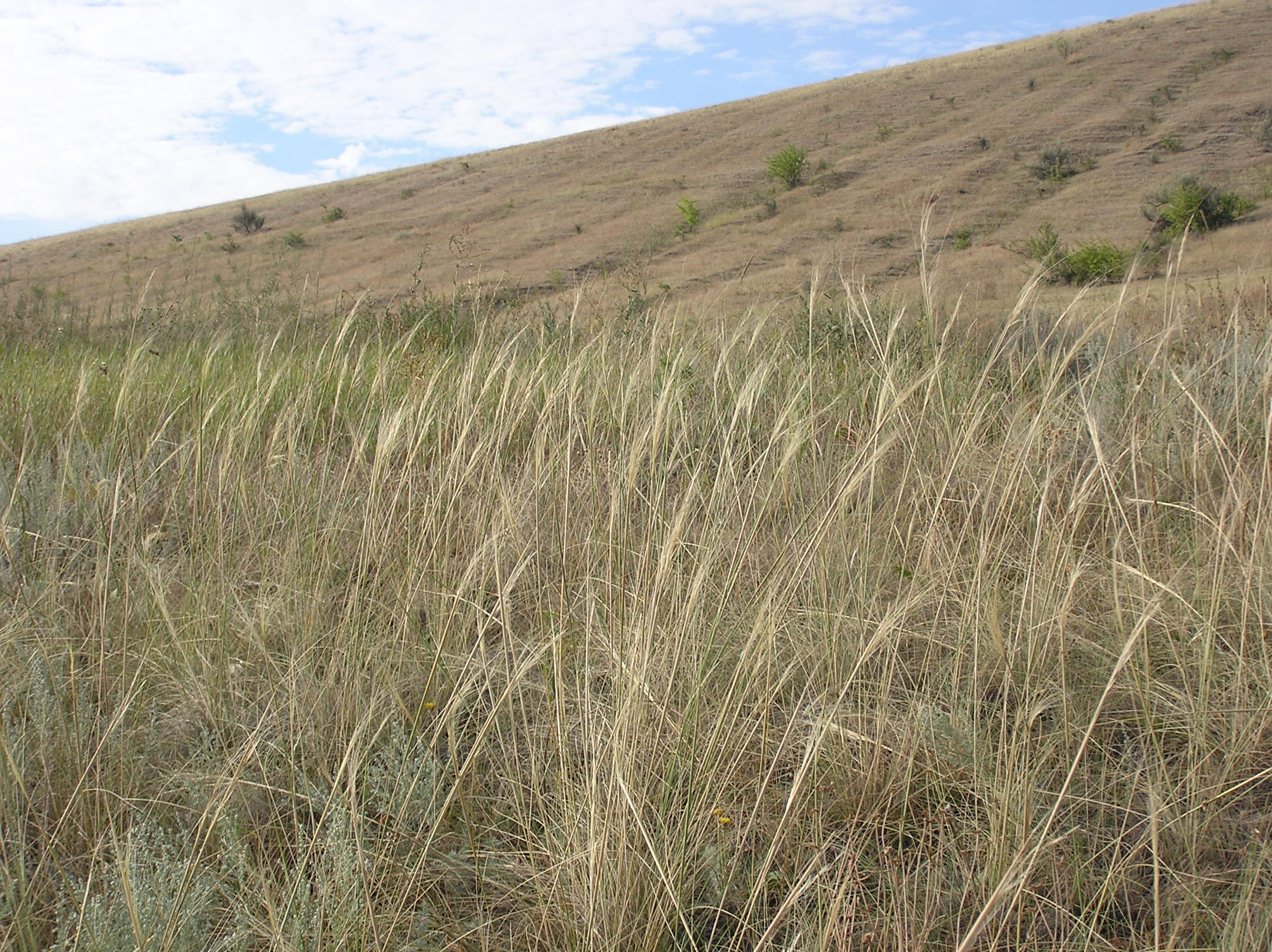
Állománykép
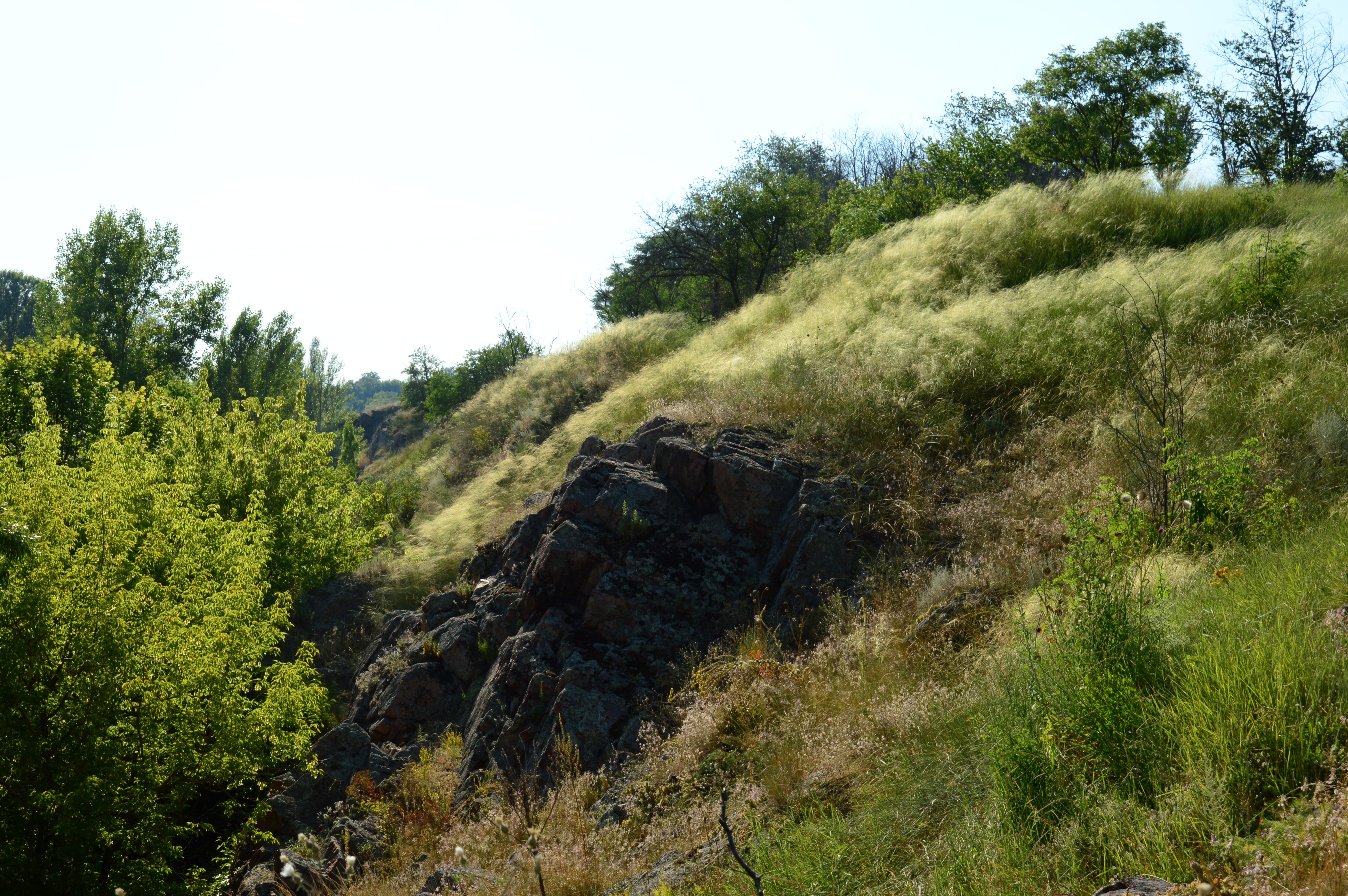
Élőhelyképe egy hegyvidéki száraz gyepen
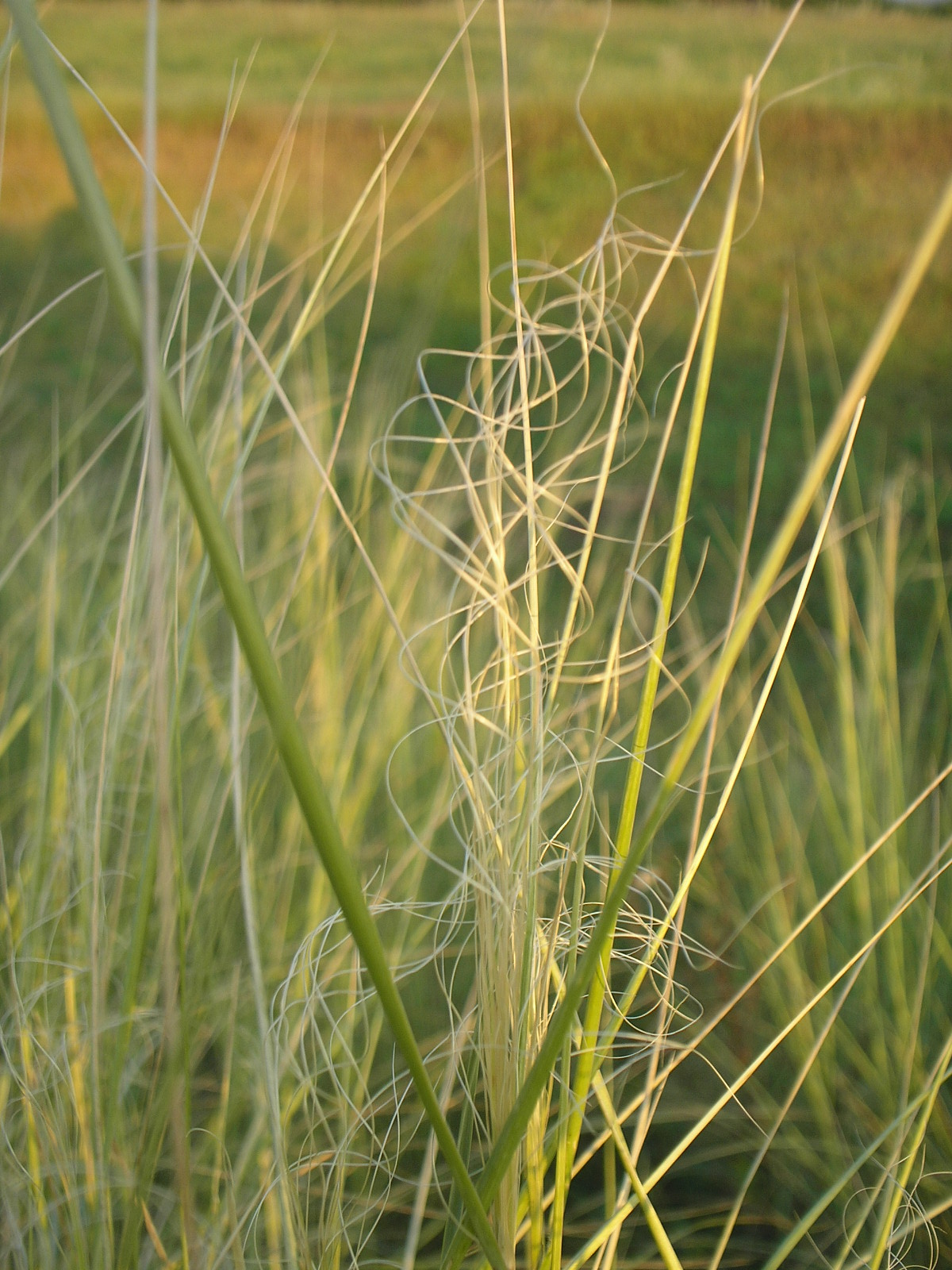
Kunkorodó szálkák a virágzatban
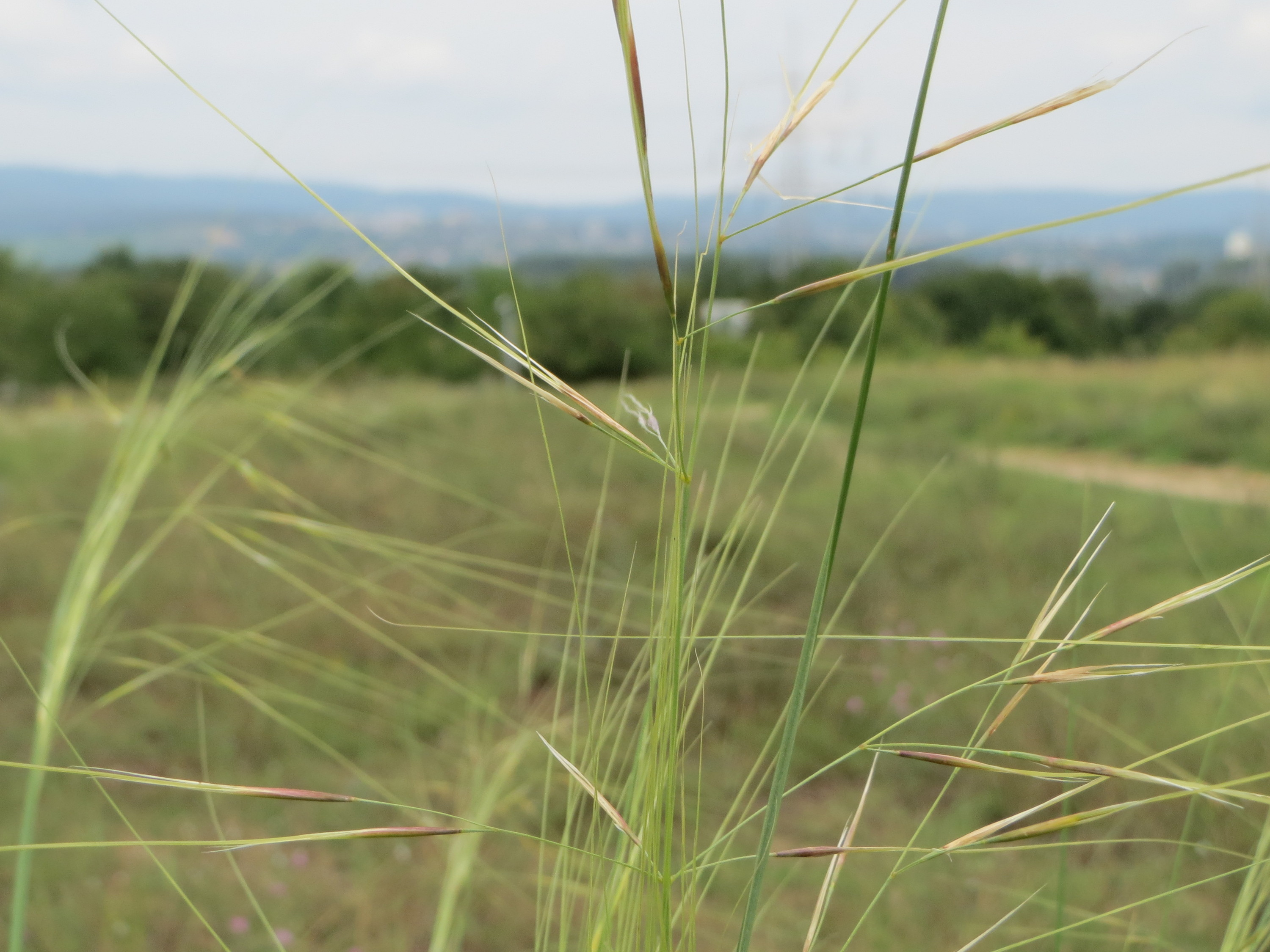
Virágzata közelről
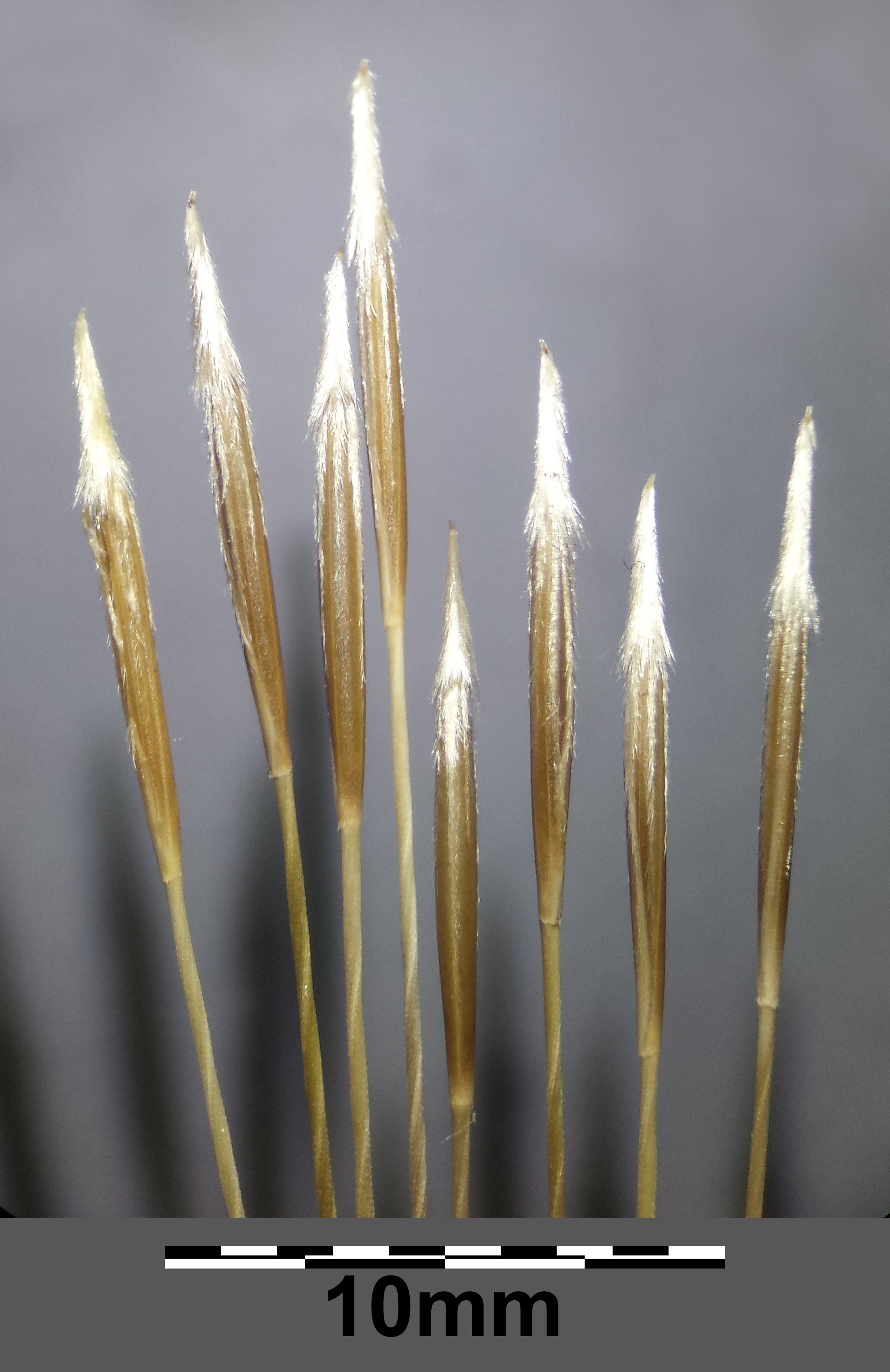
Áltermések fotója

## Fordítás
- Ez a szócikk részben vagy egészben  a   Haar-Pfriemengras című német Wikipédia-szócikk ezen változatának fordításán alapul.  Az eredeti cikk szerkesztőit annak laptörténete sorolja fel. Ez a jelzés csupán a megfogalmazás eredetét és a szerzői jogokat jelzi, nem szolgál a cikkben szereplő információk forrásmegjelöléseként.